# Esenyurt
Esenyurt er en by i det nordvestlige Tyrkiet, med omkring  indbyggere Byen er i praksis en forstad til Istanbul, og ligger også i Istanbul-provinsen, i den lille del af Tyrkiet der er en del af Europa.
 Der er for få eller ingen kildehenvisninger i denne artikel, hvilket er et problem. Du kan hjælpe ved at angive troværdige kilder til de påstande, som fremføres i artiklen.